# Бихавка-Третя
Бихавка-Третя (пол. Bychawka Trzecia) — село в Польщі, у гміні Бихава Люблінського повіту Люблінського воєводства.
Населення — 277 осіб (2011).
У 1975-1998 роках село належало до Люблінського воєводства.

## Демографія
Демографічна структура станом на 31 березня 2011 року:
|          | Загалом | Допрацездатний вік | Працездатний вік | Постпрацездатний вік |
| -------- | ------- | ------------------ | ---------------- | -------------------- |
| Чоловіки | 136     | 41                 | 80               | 15                   |
| Жінки    | 141     | 28                 | 81               | 32                   |
| Разом    | 277     | 69                 | 161              | 47                   |